# Que te quería
Que te quería è un brano musicale del gruppo spagnolo La Quinta Estación. La canzone è il primo singolo estratto dall'album Sin frenos ed è la prima ad essere pubblicata da quando il gruppo è diventato un duo, dopo l'abbandono nel chitarrista Pablo Domínguez. Uscita in Messico il 15 gennaio 2009 e negli altri paesi latini, ha riscosso un buon successo sia commerciale che radiofonico.

## Video
Per la promozione di Que te quería è stato girato anche un video. Ricco di effetti speciali, si odono esplosioni e si vedono lampi di fuoco: nel video la cantante Natalia Jiménez appare vestita in rosso ed è proprio su di lei che ruota la maggior parte del video, mentre l'altro componente, il chitarrista Ángel Reyero, compare in tono minore. In alcune scende si intravede anche una band, ma questi musicisti non fanno parte de La Quinta Estación.

## Classifiche

### Andamento nella top-ten dei singoli messicani
| Posizione | 6 | 1 | 1 | 1 | 1 | 1 | 1 | 1 | 1 | 1 |

### Andamento nella top-ten dei singoli spagnoli
| Posizione | 7 | 7 | 9 | 5 | 4 | 6 | 5 | 5 | 6 | 6 | 8 | 9 | 8 |

### Andamento nella top-ten dei singoli portoricani
| Posizione | 9 | 6 | 3 |  |  |  |  |  |  |  |

### Andamento nella top-ten dei singoli panamensi
| Posizione | 6 |  |  |  |  |  |  |  |  |  |

### Andamento nella top-ten dei singoli dominicani
| Posizione | 5 |  |  |  |  |  |  |  |  |  |

### Andamento nella top-ten dei singoli cileni
| Posizione | 80 | 67 | 58 | 39 |  |  |  |  |  |  |